# Bracikowo
Bracikowo – przysiółek wsi Jemiołów w Polsce, położony w województwie lubuskim, w powiecie świebodzińskim, w gminie Łagów.
W latach 1975–1998 Bracikowo administracyjnie należało do województwa zielonogórskiego.